# Клуб 300 побед
В Главной лиге бейсбола в клуб 300 побед входят питчеры, одержавшие 300 или более побед. В настоящее время в этот клуб входит двадцать четыре питчера. В раннюю эпоху бейсбола множество правил было на стороне питчеров, а не отбивающих — расстояние между питчером и отбивающим было короче, чем в настоящее время, и питчеры могли использовать посторонние вещества, чтобы изменять траекторию мяча. Первым игроком, одержавшим 300 побед, стал Пад Гэлвин в 1888 году. Семь питчеров завоевали все или большинство своих побед в XIX веке: Гэлвин, Сай Янг, Кид Никольс, Тим Киф, Джон Кларксон, Чарли Редборн и Мики Уэлш. Ещё четыре бейсболиста присоединилось к клубу в первой четверти XX века: Кристи Mэтьюсон, Уолтер Джонсон, Эдди Планк и Гровер Кливленд Александр. Рекордсменом по количеству одержанных побед является Янг — 511 и считается, что его достижение невозможно превзойти.
Всего три питчера — Лефти Гров, Уоррен Спан и Эрли Винн вошли в состав клуба между 1924 и 1982 годом, что может быть объяснено рядом причин: отмена спитболов, служба в вооружённых силах во время Второй мировой войны, а также возросшая важность хоум-ранов. После того, как хоум-раны стали обычным делом, возросли требования к физическому и психологическому состоянию питчеров, что привело к вводу ротации стартовых питчеров. Между 1982 и 1990 годом в клуб вошло ещё шесть питчеров: Гейлорд Перри, Фил Никро, Стив Карлтон, Нолан Райан, Дон Саттон и Том Сивер. Такой рост включений был обусловлен более активным использованием релиф-питчеров, расширением страйковой зоны, строительством новых стадионов, таких как «Шей-стэдиум», «Доджер-стэдиум» и «Астродом», которые считаются питчерскими стадионами. Кроме того, рост уровня медицины способствовал тому, что питчеры смогли дольше играть на высоком уровне. Например, Рэнди Джонсон одержал больше побед на пятом десятке лет, чем в двадцатилетнем возрасте.
После 1990 года всего четыре питчера вошло в клуб 300 побед: Роджер Клеменс, Грег Мэддакс, Том Главин и Джонсон. В конце XX века в игре произошли изменения, усложнившие питчерам одерживать такое количество количество побед, как в середине столетия: стартовая ротация питчеров была увеличена с четырёх до пяти человек, что привело к тому, что питчеры стали проводить меньше матчей в сезоне и уменьшило их шансы на победы, стартовые питчеры стали проводить меньше иннингов, а использование большего количества реливеров увеличило шанс того, что один из них может упустить потенциальную победу стартового питчера . Так, в 2006 году впервые в истории МЛБ ни один питчер не смог завоевать даже 20 побед. Такая же ситуация повторилась в 2009 году.
Победа в 300 матчах — гарантия включения в Национальный бейсбольный Зал славы. Все питчеры из клуба 300 побед были включены в Зал славы, за исключением Клеменса, который в голосовании 2013 года получил всего половину от необходимых голосов, а в 2014 году ещё меньше. Это связано с тем, что Клеменс стал фигурантом допингового скандала. Многие обозреватели считают, что в ближайшем будущем мало кто сможет, если вообще кто-то сможет, попасть в клуб 300 побед. Десять членов данного клуба также входят в клуб 3000 страйкаутов.

## Члены клуба
| Легенда | Легенда                                                      |
| ------- | ------------------------------------------------------------ |
| Питчер  | Имя питчера                                                  |
| Побед   | Количество побед за карьеру                                  |
| Дата    | Дата, когда игрок одержал 300 победу                         |
| Команда | Команда, в которой выступал питчер, когда одержал 300 победу |
| Сезоны  | Сезоны в главных лигах                                       |
|         | Выделены игроки, включенные в Бейсбольный Зал славы          |

| Питчер                    | Фото | Побед  | Дата             | Команда                | Сезоны    | Прим.  |
| ------------------------- | ---- | ------ | ---------------- | ---------------------- | --------- | ------ |
| Сай Янг                   |      | 511    | 12 июля 1901     | Бостон Американс       | 1890—1911 | [ 17 ] |
| Уолтер Джонсон            |      | 417    | 14 мая 1920      | Вашингтон Сенаторс     | 1907—1927 | [ 18 ] |
| Гровер Кливленд Александр |      | 373    | 20 сентября 1924 | Чикаго Кабс            | 1911—1930 | [ 19 ] |
| Кристи Mэтьюсон           |      | 373    | 13 июня 1912     | Нью-Йорк Джайентс      | 1900—1916 | [ 20 ] |
| Пад Гэлвин                |      | 365[a] | 5 октября 1888   | Питтсбург Аллегейнис   | 1875—1892 | [ 21 ] |
| Уоррен Спан               |      | 363    | 11 августа 1961  | Миллуоки Брэйвз        | 1942—1965 | [ 22 ] |
| Кид Николс                |      | 361    | 7 июля 1900      | Бостон Бинитерс        | 1890—1906 | [ 23 ] |
| Грег Мэддакс              |      | 355    | 7 августа 2004   | Чикаго Кабс            | 1986—2008 | [ 24 ] |
| Роджер Клеменс            |      | 354    | 13 июня 2003     | Нью-Йорк Янкис         | 1984—2007 | [ 25 ] |
| Тим Киф                   |      | 342    | 4 июня 1890      | Нью-Йорк Джайентс (ЛИ) | 1880—1893 | [ 26 ] |
| Стив Карлтон              |      | 329    | 23 сентября 1983 | Филадельфия Филлис     | 1965—1988 | [ 27 ] |
| Джон Кларксон             |      | 328    | 21 сентября 1892 | Кливленд Спайдерс      | 1882—1894 | [ 28 ] |
| Эдди Планк                |      | 326    | 11 сентября 1915 | Сент-Луис Терриерс     | 1901—1917 | [ 29 ] |
| Нолан Райан               |      | 324    | 31 июля 1990     | Техас Рейнджерс        | 1966—1993 | [ 30 ] |
| Дон Саттон                |      | 324    | 18 июня 1986     | Калифорния Эйнджелс    | 1966—1988 | [ 31 ] |
| Фил Никро                 |      | 318    | 6 октября 1985   | Нью-Йорк Янкис         | 1964—1987 | [ 32 ] |
| Гейлорд Перри             |      | 314    | 6 мая 1982       | Сиэтл Маринерс         | 1962—1983 | [ 33 ] |
| Том Сивер                 |      | 311    | 4 августа 1985   | Чикаго Уайт Сокс       | 1967—1986 | [ 34 ] |
| Чарльз Редборн            |      | 309    | 2 июня 1891      | Цинциннати Редс        | 1880—1891 | [ 35 ] |
| Мики Уэлш                 |      | 307    | 28 июля 1890     | Нью-Йорк Джайентс      | 1880—1892 | [ 36 ] |
| Том Главин                |      | 305    | 5 августа 2007   | Нью-Йорк Метс          | 1987—2008 | [ 37 ] |
| Рэнди Джонсон             |      | 303    | 4 июня 2009      | Сан-Франциско Джайентс | 1988—2009 | [ 38 ] |
| Эрли Винн                 |      | 300    | 13 июля 1963     | Кливленд Индианс       | 1939—1963 | [ 39 ] |
| Лефти Гров                |      | 300    | 25 июля 1941     | Бостон Ред Сокс        | 1925—1941 | [ 40 ] |

## Комментарии
- a Согласно сайту MLB.com Гэлвин одержал 365 побед, согласно списку на сайте baseball-almanac у него 361 победа, а сайту baseball-reference — 365.